# A History of the Devil
A History of the Devil là một cuốn sách của Gerald Messadié xuất bản vào năm 1996. Cuốn sách ban đầu được xuất bản ở Pháp vào năm 1993 với tựa đề
Histoire Générale du Diable, và được dịch sang tiếng Anh bởi Marc Romano.

## Nội dung
1. Những con quỷ mơ hồ của châu Đại Dương
2. Ấn Độ: Đã thoát khỏi Ác ma
3. Trung Quốc và Nhật Bản: Trừ tà thông qua Writing
4. Zoroaster, Ayatollahs đầu tiên, và sự ra đời thật của ma quỷ
5. Mesopotamia: Sự xuất hiện của tội lỗi
6. Người Celt: Ba mươi lăm thế kỷ không có ma quỷ
7. Hy Lạp: Quỷ dữ được thúc đẩy bởi nền dân chủ
8. Rome: Ma quỷ bị cấm
9. Ai Cập: Khốn khổ không thể tưởng tượng
10. Châu Phi: Cái nôi của sinh thái tôn giáo
11. Người da đỏ Bắc Mỹ: Đất đai và tổ quốc
12. Bí mật của Quetzalcoatl: Con rắn lông vũ, và Chúa-Ai-Khóc
13. Israel: Quỷ dữ như những người hầu của Thiên Chúa hiện đại
14. Ma quỷ trong hội thánh đầu tiên: sự nhầm lẫn về nguyên nhân và hiệu quả
15. Đêm tuyệt vời của phương Tây: Từ thời Trung Cổ đến Cách mạng Pháp
16. Hồi giáo: Ma quỷ như nhà nước chức năng
17. Thời hiện đại và Thiên Chúa của sự lười biếng, hận thù và chủ nghĩa hư vô